# Gerard Arninkhof
Gerard Arninkhof (Roosendaal, 15 maart 1949) is een Nederlandse journalist en nieuwslezer.
Arninkhof volgde een opleiding tot onderwijzer, maar ontdekte dat zijn interesse bij de journalistiek lag en kon als leerling-verslaggever aan de slag bij de Bredase krant De Stem. Daarna werkte hij voor de Twentsche Courant en het Nederlands Katholiek Vakverbond (NKV).
In 1982 ging hij werken op de buitenlandredactie van het NOS Journaal. Hij deed veel aan buitenlandverslaggeving, onder andere vanuit Kosovo en Irak. In 1994 werden Arninkhof en Maria Henneman verslaggever-presentator bij het Journaal, wat wil zeggen dat zij een duidende rol kregen vanaf een nieuwsgebonden locatie in binnen- of buitenland.
In de jaren daarna werd Arninkhof vaste presentator van het Journaal. Op 7 september 2010 werd door de Nederlandse Omroep Stichting (NOS)  bekendgemaakt dat Arninkhof eind 2010 met vervroegd pensioen zou gaan. Op 14 december 2010 presenteerde hij om 20.00 uur zijn laatste Journaal.
In het kader van 60 jaar NOS-journaal werd op 5 januari 2016 van 9.00 uur tot 17.00 uur elk journaal door een oud-presentator gepresenteerd. Arninkhof presenteerde zo nog eenmalig het journaal van 15.00 uur.
In oktober 2022 verscheen in de Utrechtse Binnenstadskrant "Door de ogen van Gerard", waarin vier mensen werden geportretteerd. Arninkhof maakte de foto's en schreef de (korte) teksten over deze mensen. 